# Sainte-Marie-en-Chaux
Sainte-Marie-en-Chaux is een gemeente in het Franse departement Haute-Saône (regio Bourgogne-Franche-Comté) en telt 171 inwoners (2011). De plaats maakt deel uit van het arrondissement Lure.

## Geografie
De oppervlakte van Sainte-Marie-en-Chaux bedraagt 2,4 km², de bevolkingsdichtheid is 71,3 inwoners per km².
De onderstaande kaart toont de ligging van Sainte-Marie-en-Chaux met de belangrijkste infrastructuur en aangrenzende gemeenten.

## Demografie
Onderstaande figuur toont het verloop van het inwonertal (bron: INSEE-tellingen).